# Niankorodougou
Niankorodougou (aussi appelé localement Sobara) est un village du département et la commune rurale de Niankorodougou, dont il est le chef-lieu, situé dans la province de Léraba et la région des Cascades au Burkina Faso.

## Géographie
Population:
- 2003 : 3 707 habitants[1]
- 2006 :  4 186 habitants (selon le 4e RGPH)

## Éducation et santé
Le village accueille un centre de santé et de promotion sociale (CSPS).